# Stanlake J. W. T. Samkange
Stanlake John William Thompson Samkange (n. 1922 – d. 1988) a fost un istoriograf, jurnalist și scriitor zimbabwian.